# Жаббаров Анвар Рузієвич
Анвар Рузієвич Жаббаров (нар. 20 липня 1963, Бухара, УзРСР) — радянський та узбецький футболіст та тренер, виступав на позиції воротаря.

## Клубна кар'єра
Народився в Бухарі. Футбольну кар'єру розпочав у 1981 році в складі клубу другої ліги СРСР «Каршибуд», за який провів 7 матів. У 1983 році перейов до іншого друголігового узбецького клубу «Зарафшан», в якому відіграв 4 сезони. 1987 році підсилив «Касансаєць». З 1989 по 1990 рік захищав кольори «Єшлику», «Нурафшону» та «Пахтакора». У 1991 році повернувся до «Навбахора», за який у Першій лізі СРСР дебютував 6 квітня у програному (0:1) виїзному подинку 1-о туру проти камишинського «Текстильника». Анвар вийов на поле в стартовому складі та відіграв увесь матч. У футболці колективу з Намангану зіграв 24 матчі та відзначився 3-а голами.
Після здобуття Узбекистаном незалежності перейшов до столичного «Пахтакора», у складі якого став учасником першого розіграу Вищої ліги чемпіонату країни (30 матчів). Під час зимової перерви сезону 1992/93 років перейов до «Кривбасу», у футболці якого дебютував 20 червня 1993 року в програному (0:2) виїзному поєдинку 30-о туру Вищої ліги проти тенопільської «Ниви». Жаббаров вийшов на поле на 46-й хвилині, заміниви Валерія Воробйова та пропустив 1 м'яч. Цей поєдинок виявився для узбецького легіонера єдиним у футболці криворіжців. Наступний сезон розпочав у Кривбасі, але ще в першій його частині перейшов до «Навбахора».
З 1994 по 1999 рік часто змінював клуби, виступав за «Навруз», «Кушон», «Навбахор», «Согдіану», МХСК, «Металург» (Бекабад) та «Хорезм». У сезоні 1999/00 років виступав в Індії за СК «Васко» з міста Гоа. У 2000 році повернувся до Узбекистану, де провів решту сезону в «Кизилкумі». Був основним воротарем команди. Футбольну кар'єру завершив у 2002 році в складі «Сурхана», у футболці якого провів 4 поєдинки.

## Кар'єра в збірній
Викликався до складу національної збірної Узбекистану, у футболці якої дебютував 17 червня 1992 року в нічийному (2:2) виїзному поєдинку проти Таджикистану. Анвар вийшов на поле в стартовому складі та відіграв увесь матч. Протягом червня — липня 1992 року у футболці головної команди країни провів 3 товариські поєдинки. Більше за збірну не виступав.

## Кар'єра тренера
По завершенні кар'єри футболіста розпочав тренерську діяльність. Спочатку працював тренером воротарів у футбольній школі ташкентського «Буньодкора». У 2009 році тренував воротарів у казахському клубі «Тараза».